# Мауріціо Якобаччі
Мауріціо Якобаччі (італ. Maurizio Jacobacci, нар. 11 січня 1963, Берн) — швейцарський футболіст, що грав на позиції нападника, нападника. По завершенні ігрової кар'єри — тренер. З 2019 року очолює тренерський штаб команди «Лугано».

## Ігрова кар'єра
У дорослому футболі дебютував 1978 року виступами за «Янг Бойз», в якій провів п'ять сезонів. Згодом з 1983 року один сезон грав у складі «Веве», після чого перейшов у «Ксамакс», з яким став чемпіоном Швейцарії у 1987 році.
Після цього сезону Якобаччі перейшов до «Беллінцони», де провів два роки, а надалі грав за клуби «Веттінген», «Серветт», «Санкт-Галлен» та «Лозанна».
Завершив професійну ігрову кар'єру у клубі «Беллінцона», у складі якого вже виступав раніше. Прийшов до команди 1994 року і захищав її кольори до припинення виступів на професійному рівні у 1995 році.

## Кар'єра тренера
Розпочав тренерську кар'єру відразу ж по завершенні кар'єри гравця, 1995 року, очоливши тренерський штаб нижчолгового клубу «Орільйо», де пропрацював з 1995 по 1996 рік. В подальшому очолював інші нижчолігові команди «Монте Карассо», «Мендрізіо» та «К'яссо».
2000 року увійшов до тренерського штабу «Грассгоппера», де був помічником Ганса-Петера Цаугга, а потім і його наступника Марселя Коллера, допомагаючи їм виграти чемпіонат Швейцарії у сезонах 2000/01 та 2002/03.
У червні 2003 року Якобаччі здобув диплом тренера UEFA Pro і став головним тренером клубу «Делемон». Після цього очолював три інші клуби Челлендж-ліги, другого дивізіону Швейцарії «Баден», «Віль» та «Вадуц». При цьому «Вадуц» паралельно грав і у Кубку Ліхтенштейну, який 2007 року виграв з Якобаччі.
2007 року Якобаччі вперше став головним тренером клубу Суперліги, яким став «Сьйон». Втім надовго у клубі не затримався і надалі знову тренував нижчолігові клуби «Крієнс» та «Шаффгаузен».
7 червня 2016 року Якобаччі став головним тренером австрійського «Ваккера» (Інсбрук). Після 10 турів клуб з 9 очками був на 8-му з 10 місць у другому за рівнем дивізіоні Австрії. 21 вересня 2016 року клуб оголосив про звільнення Якобаччі.
В подальшому працював на батьківщині з клубами «Віль», «Сьйон» та «Беллінцона», а 30 жовтня очолив клуб Суперліги «Лугано».

## Титули і досягнення

### Як гравця
- Чемпіон Швейцарії (1):

«Ксамакс»: 1986–87

### Як тренера
- Володар Кубка Ліхтенштейну (1):

«Вадуц»: 2006–07